# Gare (Poli)
Gare ou Garé est un village de la Région du Nord du Cameroun. Il est situé dans l'arrondissement de Poli dans le département du Faro.
Le village est un lamidat  et compte au total 3 462 habitants en 2005
Le village possède des gisements de marbre, néanmoins, cette ressource, comme celles présentes dans l’arrondissement de Poli également très riche en ressources naturelles, n'est pas exploitée. 